# Krivaj (Požega)
Krivaj is een plaats in de gemeente Požega in de Kroatische provincie Požega-Slavonië. De plaats telt 77 inwoners (2001).